# جو بارتون

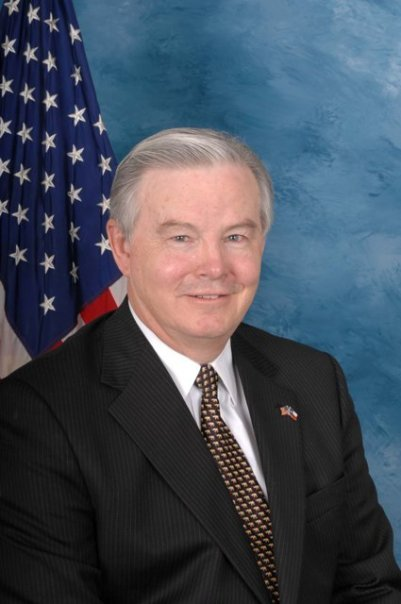
پرتره جو بارتون

جوی بارتون (به انگلیسی: Joe Barton) نمایندهٔ حوزه انتخابیه ششم تگزاس از حزب جمهوری‌خواه ایالات متحده آمریکا در مجلس نمایندگان ایالات متحده آمریکا است که برای نخستین‌بار در ۳ ژانویه ۱۹۸۵ میلادی به‌عضویت این مجلس درآمد.